# 110P/Hartley
Sao chổi Hartley 3, chỉ định chính thức là 110P/Hartley 3, là một sao chổi định kỳ của Hệ Mặt Trời, được phát hiện vào ngày 19 tháng 2 năm 1988 bởi Malcolm Hartley tại Kính viễn vọng Schmidt của Đài thiên văn Siding Spring.

## Khám phá
Sao chổi được phát hiện vào ngày 19 tháng 2 năm 1988 bởi Malcolm Hartley (Đài thiên văn Siding Spring, Australia). Tên chứa tên của người khám phá.

## Quỹ đạo và đặc điểm vật lý
Sao chổi quỹ đạo 110P/Hartley có hình elip với độ lệch tâm là 0,31. Perihelion của nó ở khoảng cách 2,48 j.a., và aphelion là 4,75 j.a. từ mặt trời. Thời gian lưu thông của nó quanh Mặt Trời là 6,87 năm, độ nghiêng của hoàng đạo là 11,69˚.
Hạt nhân của sao chổi này có kích thước 4,3 km.